# Mission jésuite de Kickapoo
La Mission jésuite de Kickapoo a été fondée le 1er juin 1836 par les Jésuites aux États-Unis sous la forme d'une école pour les indiens. Le site est à 40 km au nord de l'actuelle ville de Kansas City, dans le Comté de Linn, qui ne sera fondé qu'en 1867, dans l'actuel État du Kansas.

## Histoire
Le 4 juillet 1835, le père Quickenborne apparait avec ses amis près du campement des indiens
Kickapoo, au nord du Fort de Leavenworth, bâti en 1827 par l'United States Army, après avoir entendu les indiens réclamer sa présence. Puis il retourne au Collège de Saint-Louis. Le 1er juin 1836, il revient sur le site avec trois frères, Andrew Mazzella, Edmund Barry et George Miles. Les deux derniers viennent du Kentucky. Le père Christian Hoecken les rejoint peu après et il impressionne en particulier les indiens par sa capacité à parler leur langue et le fait qu'il en a modélisé une grammaire. 
Le petit groupe a un budget d'un millier de dollars fournis par ses supérieurs et 500 dollars promis par le gouvernement, dès qu'une école commencera ses opérations. Il l'installe à Salt Creek, entre deux villages indiens, à un mile et demie à l'ouest du fleuve Missouri et cinq miles de Fort Leavenworth. Fin 1836, l'école et un bâtiment de deux étages sont construits et le 23 mars 1837, la Commission des Affaires Indiennes signale au père Quickenborne que les 500 dollars sont versés. Le passage de contrebandiers d'alcool fait que la Mission a rapidement des difficultés et périclite, avec pas plus d'une trentaine d'amérindiens participant régulièrement aux messes.